# Роналд Фишер
Сер Роналд Ајлмер Фишер  (17. фебруар 1890 – 29. јул 1962) је био британски статистичар и генетичар. За његово дело у статистици, био је описан као „геније који је скоро самостално створио основе модерне статистичке науке“ и „најзначајнија личност у статистици ХХ века“. У генетици, његов рад је користио математику да комбинује Менделове законе и природну селекцију; ово доприноси оживљавању Дарвинизма у раном ХХ веку ревизијом теорије еволуције познатом као модерна синтеза. За своје доприносе биологији, Фишер је прозван„највећим од Дарвинових наследника“.
Од 1919. па надаље, радио је у Експерименталној станици Ротамстед 14 година; тамо је анализирао невероватне количине података из експеримената са пољопривредним културама од 1840-их, и развио је анализу варијанције (АНОВА). Основао је своју репутацију тамо наредних година као биостатистичар.
Познат је као један од три оца популационе генетике. Оцртао је Фишеров принцип, Фишеровску избеглицу и хипотезу атрактивног сина, теорије о сексуалној селекцији. Његов допринос статистици укључује метод максималне могућности, поузданог закљчка, деривацију различитих произвољних дистибуција, основне принципе дизајна експеримената, и још много тога.
Фишер је имао снажно мишљење о раси. Током свог живота, био је значајан присталица еугенике, интересовања које је довело до његовог рада у пољима статистике и генетике. Штавише, био је неслагажући глас у Унесковом извештају „Расно питање“, инсистирајући на расним разликама.

## Младост и школовање
Фишер је рођен у источном Финчлију у Лондону, у Енглеској, у породици средње класе; његов отац, Џорџ, је био успешан партнер у фирми „Робинсон и Фишер, акционари и продавци уметнина“. Био је један од близанаца, други бејаше мртворођен и одрастао је као најмлађи, са три сестре и једним братом. Од 1896. до 1904. живели су у кући Инверфортових у Лондону, где је „Енглеско наслеђе“ поставило плаву плакету 2002., пре селидбе у Стритам. Његова мајка, Кејт, умрла је од акутног перитонитиса кад је имао 14 година, његов отац је изгубио свој бизнис 18 месеци касније.
Слаб вид током целог живота је узроковао његово одбацивање из британске армије у Првом светском рату, али је такође развило његову способност да визуализује задатке на геометријски начин, не пишући математича решења, или доказе. Уписао је школу „Хароу“ са 14 година и освојио школску Нилд медаљу из математике. Године 1990. је освојио школарину да студира на „Гонвил и Киз колеџу“, у Кембриџу. Године 1912 добио је првенац у астрономији. Године 1915 објавио је рад „Еволуција сексуалнеог преферирања“, који се бавио сексуалном селекцијом и избором партнера.

## Каријера
Током 1913. до 1919, Фишер је радио шест година као статистичар у граду Лондону и предавао физику и маематику у низу државних школа, у Темзином наутичком тренажном колеџу, и у Бредфилд колеџу. Тамо се сместио са својом новом младом, Ајлин Гинис, са којом је имао два сина и шест ћерки.
У 1918. објавио је „Веза између сродника у претпоставци Менделовог правила“, у којој је увео појам варијанције и његову предложио формалну анализу. Објавио је и генетски концептуални модел показујући континуирану варијацију међу фенотипским особинама мереним од стране биостатистичара које могу бити производ комбионованог деловања многих дискретних гена и стога бити производ Менделовог правила. Ово је био први корак ка оснивању популационе генетике и квантитивне генетике, која демонстрира да природна селекција може променити алелну фреквенцију у популацији, што је резултовало у помирењу испрекидане природе са постепеном еволуцијом. Џоан Бокс, Фишеров биографичар и ћерка каже да је Фишер већ решио овај проблем 1911. године.

### Експериментална станица Ротамстед, (1919 – 1933)
Од 1919. па надаље, почео је да ради у Експерименталној станици Ротамстед 14 година; тамо је анализирао невероватне количине података из експеримената са пољопривредним културама од 1840-их, и развио је анализу варијанције (АНОВА). У 1919. години била му је понуђена позиција у Лабораторији Галтон у Универзитетском колеџу Лондон коју је водио Карл Пирсон, али уместо тога је прихватио повремен посао у Ротамстеду у Хапендену да би истражио могућност анализирања невероватне количине података из експеримената са пољопривредним културама акумулираних од 1942 из „Класичних теренских експеримената“. Анализирао је податке записане током много година и 1921, објавио Студије варијације пољопривредних култура, и његову прву примену анализе варијанције АНОВА-е. У 1928, Џозеф Оскар Ирвин је почео трогодишње ограничење у Ротамстеду и постао један од првих људи који ће да усаврше Фишерове иновације. Између 1912. и 1922. Фишер је препоручио, анализирао (са грешкама у покушајима доказа) и широко популаризовао максималну могућност.
Фишеров чланак из 1924. О дистрибуцији која ствара функције грешке више добро познате статистике представља Пирсонов чи-квадратни тест и Вилијам Гасетову Студентску те- дистрибуцију и где се развила Фишерова цет-дистрибуција, нова статистичка метода често коришћена много деценија касније као Еф дистрибуција. Био је пионир у принципима дизајна експеримената и статистике малих узорака и анализе правих података.
У 1925. је објавио Статистичке методе за истраживаче, једну од најутицајнијих књига о статистичким методама у ХХ веку. Фишерова метода је техника фузије података или „volume=2 |issue=5 |pages=30–31|doi=10.2307/2681650|jstor=2681650|last1=Mosteller|first1=Frederick|last2=Fisher|first2=R. A.|мета- анализе“ (анализе анализе). Ова књига је такође популаризовала п-вредност, и игра централну улогу у његовом приступу. Фишер предлаже пе=0.05, или 1 од 20 могућност да ће га превазићи шанса, као границу статистичког значаја, и примењује ово у нормалној дистрибуцији (као двострани тест), тиме добијајући правило две стандардне девијације (при нормалној дистрибуцији) за статистички значај. Број 1,96, приближна вредност 97,5% тачке нормалне дистрибуције коришћене у вероватноћи и статистици, такође потиче из ове књиге.
У 1928, Фишер је био први који је користио дисфузионе једначине да покуша да израчуна дистрибуцију алел фреквеција и процену генетског повезивања помоћу методе максималне могућности међу популацијама.
У 1930, Генетска теорија природне селекције је прво објављена од стране Кларендон преса и посвећена Леонарду Дарвину. Као централно дело неодарвинистичке модерне еволуционе синтезе, помогло је да дефинише популациону генетику, коју је Фишер основао заједно са Сивилом Рајтом и Ј. Б. С. Халдана, и оживео Дарвинову одбачену идеју сексуалне селекције. Један од Фишерових омиљених афоризама био је „Пририодна селекција је механизам за генерисање невероватно великог степена невероватности".
Фишерова популарност је расла и он је почео да путује и да држи предавања. У 1931, провео је шест недеља у лабораторији за статистику на Ајова стејт колеџу где је држао три предавања недељно, и упознао многе америчке статистичаре, укључујући и Џорџа В. Снедекора. Вратио се поново 1936.

### Универзитетски колеџ Лондон, (1933 – 39)
Године 1933, Фишер је постао директор одељења еугенике у Универзитетском колеџу Лондон. У 1935, објавио је Дизајн експеримената, који је „такође основна [и унапређена] статистичка теџника и примена... Математичко оправдање метода није било наглашено и докази су често били једва скицирани или потпуно изостављени...[Ово је] навело Џ. Б. Мана да попуни рупе ригорозним математичким третманом“. У овој књизи је Фишер такође исцртао „Даму која проба чај“, сада познати дизајн статистичког рандомизованог експеримента који користи Фишеров тест тачности и оригиналну експозицију Фишеровог веровања у појам нулте хипотезе.
Исте године је објавио рад на тему поверљивог закључка и применио га Беренс – Фишеровом проблему, чије решење, предложено прво од стране Валтера Беренса и неколико година касније Фишера, чини Беренс – Фишерову дистрибуцију.
У 1936. увео је „Сет података цвета ириса“ као пример дискриминантне анализе.
У његовом раду Талас напредних и предносних гена из 1937. предложио је Фишерову једначину у контексту популационе динамике да би описао побршинско ширење предносног алела и истраживао његове путујуће таласне способности. Из овога је изашла Фишер – Колмогорова једначина. У 1937, посетио је Индијски статистички институт у Калкути, и једног његовог вандредног радника, П. С. Махаланобиса, често се враћајући да подстакне његов (институтов) развој. Био је почасни гост његове 25. годишњице, када је имао 2000 запослених.
У 1938, Фишер и Френк Јејтс су описали Фишер – Јејтс мешање у њиховој књизи Статистичке табеле за биолошка, агрикултурална и медицинска истраживања. Њихов опис алгоритма користио је папир и оловку; табела рандом бројева донела је случајност.

### Универзитет Кембриџ (1940–1956)
У 1943, заједно са А. С. Корбетом и Ц. Б. Вилијамсом је објавио рад на тему релативне обилности врста где је развио логаритамски низ у који је ставио два различита сета података о обилности. Исте године преузео је Балфорово преседништво из генетике где је 1948. позван италијански истраживач Луиђи Лука Кавали-Сфорза, формирајући јединицу са једним човеком у области бактеријске генетике.
У 1936, Фишер је користио Пирсонов чи-коцкасти тест да анализира Менделове податке и закључио је да су Менделови подаци са предвиђеним односима превише савршени, што сугерише да суподешавањима (намерниа или несвесна) била извршена над подацима да би уклопили опажања са хипотезом. Касније су аутори тврдили да је било мана у Фишеровој анализи, предлажући различита статистичка и ботаничка објашњења за Меделове бројеве. У 1947, Фишер је осудио часопис Наследство са Кирилом Дарлингтоном и 1949. је објавио Теорију парења блиских сродника.
У 1950 је објавио „Генске учесталости у клајну утврђеним од стране селекције и дифузије“ о таласу напретка предоносних гена и о клајновима генетске учесталости, познатог по првој примени компјутера, ЕДСАЦ-а, у биологији. Развио је компјутерске алгоритме за анализу података из својих балансираних експерименталних нацрта, са различитим едицијама и преводима, постајући стандардна референца за научнике многох дисциплина. У еколошкој генетици он и Е. Б. Форд су показали да је сила природне селекције много јача него што је претпостављено, због много екогенетичких ситуација (као што је полиморфизам) које се одржавају захваљујући природној селекцији.
Током овог времена бавио се и на мапирању хромозома мишева; размножавајући мишеве у лабораторијама у својој кући.
Фишер се јавно противио истраживању из 1950. које је показало да пушење дувана изазива рак плућа, аргуменирајући да коорелација не имплицира узрок. Да цитирамо његове биографе Јејтса и Матера: „Било је сугерисано да је разлог томе чињеница да је Фишер био запослен као консултант дуванских фирми и да ова контроверза изазива сумљу о вредности његових аргумената. Ово га погрешно оцењује. Није био изнад прихватања финасијских награда за свој рад, али разлог овог занимања је несумљиво било његова мржња пуританских тенденција свих врста; а можда и лична утеха коју је увек проналазио у дувану.
Држао је Крунијско предавање на тему популационе генетике 1953. године.
У зиму 1953 – 1954. Фишер је упознао Дебарату Базуа, индијског статистичара који је 1958. написао: „У вези са аргументом сета, Сер Роналд се трудио да пронађе средину између два пола статистике – Берклијеве и Бејзове. Мој труд да разумем Фишеров компромис су ме довеле до принципа вероватноће“.

### Аделејд, (1957—1962)
У 1957, пензионисани Фишер је емигрирао у Аустралију, где је проводио време као виши исраживач у Научној и привредној истраживачкој организацији Комонвелт (ЦИСРО) у Аделејду. Умро је тамо 1962, и његови посмртни остаци су закопани унутар Катедрале Светог Петра, у Аделејду.

## Лични живот и уверења
Оженио је Ајлин Гинис, са којом је имао два сина и шест ћерки. Његов брак се распао током Другог светског рата, и његов најстарији син Џорџ, војни пилот, је убијентоком борбе. Његова ћерка, Џоен, која је написала биографију о свом оцу, удала се за значајног статистичара Џорџа Е. П. Бокса. Према Јејтсу и Матеру „Његова велика породица, поготово у тренуцима тешких финанскијских недаћа, била је лична експресија његових гентеских и еволутивних уверења. Фишер је запамћен по лојалности, виђен као патриота, члан Енглеске цркве, политички
конзервативац, као и научни рационалиста. Добио је репутацију за своју немарност према изгледу и архитипу одсутног професора. Х. Ален Ор у Бостон ривјуу описује га као: „ Дубоко верујућег англиканца који, између оснивања модерне статистике и популационе генетике, пише чланке за црквене часописе“. У преносу из 1955. на тему науке и хришћанства, рекао је: „Обичај прављења јединствених догматских веровања сигурно није базирано на Исусовим учењима, али је била значајна слабост религиозних учитеља у наредним вековима. Не мислим да би реч која означава хришћанске врлине треба бити злоупотребљена да значи слепо прихватање таквих веровања. Много самозаваравања од стране младог верника је потребно да убеди себе да зна оно што је, у ствари, сигуран да не зна. То је сигурно лицемерје, против кога смо били најочигледније упозорени.“

### Парапсихологија
Фишер је био умешан у Друштво за психичка истраживања.

### Еугеника
У 1910. Фишер се придружио Друштву за еугенику (Уједињено Краљевство) у Универзизету Кембриџ, чији су неки од чланова били Џон Менард Кејнс, Р. Ц. Пунет и Хорас Дарвин. Видео је
еугенику као начин адресирања тренутних друштвених и научних проблема који су сачињавали и водили његово интересовање према генетици и статистици. Током Првог светског рата почео је да пише рецензије књига за Еугеник ривју и волонтирао да преузме све такве рецензије за журнал, бивајући запослен у несталној позиццији. Последња трећина Генетске теорије природне селекције се фокусирала на еугенику, окривљујући недостатак плодности виших класа за пад цивилизација, и користећи податке британског цензуса из 1911. да покаже обрнути однос између плодности и друштвеног сталежа, делимично зато што, тврдио је, да би снизили финансијске трошкове и тиме повећали друштвени сталеж имали су мање деце. Предложио је укидање додатних прихода великим породицама, са приходима пропорционалним очевом зарадом. Служио је у бројним друштвима за еугенику да би је промовисао. У 1934, напустио је Друштво за еугенику због препирке око повећане моћи научника унутар покрета.

### Раса
У 1950, Фишер се противио Унесковом „Расном питању“, верујући да докази и свакодневно искуство показују да се људске групе знатно разликују „и њиховом урођеном капацитету за интелектуални и емотивни развој“ и закључио је да је „практично интернационални проблем научити пријатељски делити ресурсе ове планете са људима метеријално различите природе“, и да је „проблем сакривен од стране добронамерних покушаја да се минимизују праве разлике које постоје“. Ревизирану изјаву названу „Концепт расе: резултати упита“ (1951) је био праћен од стране Фишеровог издвојеног коментарисања.

## Наслеђе
Фишерови докторанти укључују Валтера Бодмера, Д.Ј. Финија, Мери Ф. Лион и Ц. Р Раоа. Иако битан противник Бајезијске статистике, Фишер је био први да користи термин „Бајезијска“ 1950. Генетска теорија природне селекције из 1930. је често цитирана у књигама из биологије, и оцртава многе битне концепте, као што су:
- Родитељско улагање, као било каква врста потрошње родитеља (време, енергија итд.) која користи њиховим наследницима по цени родитељске способности да уложе у друге компонете адаптивне вредности.[64][65]
- Фишеровска избеглица, која објашњава како жеља за фенотипским особинама једног пола се комбиније са особином другог пола (на пример паунов реп) ствара избеглички развој особине.
- Фишеров принцип, који објашљава зашто је полни однос углавном 1 : 1 у природи.
- Репродуктивна вредност која имплицира да сексуално репродуктивна вредност мери допринос индивидуалца датих година будућем расту популације.[66][67]
- Фишерова основна теорема природне селекције, која каже да „степен повећања адаптивне вредности било ког организма и било које време једнак је генетској варијанцији у адаптивној вредности у то време“.
- Фишеров геометријски модел, еволутивни модел ефективних вредности адаптивних вредности спонтаних мутација, предложен од стране Фишера да објасни дистрибуционе ефекте код мутација које могу допринети адаптивној еволуцији.[68]
- Хипотеза атрактивног сина, која претпоставља да женке бирају насумично привлачне мужијаке само зато што су привлачни, стога повећавајући привлачност својих синова који онда привлаче више партнера. Ово је контраст тоерији о женском избору партнера базираног на претпоставци да женке бирају привлачне мужијаке зато што су привлачне карактеристике обележивачи женске адаптивне вредности.[69]
- Мимикрија, сличност једне врсте другој која штити једну или обе
- Доминантност, однос између алела једног гена, који има ефекат на фенотипа једног алела маскира допринос другог алела у истом локусу.[70]
- Предност хетерозигота,[71] која, како се касније сазнало, игра честу улогу у генетском полиморфизму.
- Показујући да се с вероватноћом мутације повећава адаптивна вредност организма пропорционално са распрострањености мутације и да веће популације носе више варијација да би имали већу шансу за преживљавање.

Фишер је такође познат по:
- Линеарна дискриминантна анализа је генерализација Фишерове линеарне дискриминанте.[72][73]
- Фишерову информацију, видети такође оцењивачки алгоритам такође познат као Фишерово оцењивање, и минималну Фишерову информацију, варијацијски принцип који, када примењен са одговарајућим ограничењима потребним да се добију емпиријски познате очекиване вредности, одлучује најбољу дистрибуцију вероватноће која карактерише систем.[74]
- Еф-дистрибуција, која се често појављује као нулта дистрибуција тестовне статистике, најчешће у анализи варијанције
- Фишер – Типет – Гнеденко теорема; Фишеров допринос њој је донет 1927.
- Фишер – Типетова дистпибуција
- Вон Мизес – Фишер дистрибуција[75]
- Инверзна вероватноћа, термин који је Фишер користио 1922, односећи се на „фундаментални парадокс инверзне вероватноће“ као извора конфузије између статистичких термина који се односе који се односе на вредност коју треба проценити и правој вредности добијеној проценом, која је углавном погрешна[76]
- Фишеров тест пермутације
- Фишерова неједнакост[77]
- Довољна статистика, када је статистика довољна у односу на статистички модел и његов асоцирани непознати параметар ако „ нема друге статистике која може да се израчуна са истим узорком тако да да додатне информације о вредности параметра“.[78]
- Фишерова нецентрална хипергеометријска дистрибуција, генерализација хипергеометријске дистрибуције, где су узорне вероватноће модификоване од стране фактора тежине
- Студентова те-дистибуција, често коришћена у статистици.[79][80]